# Semidalis faulkneri
Semidalis faulkneri är en insektsart som beskrevs av Meinander 1990. Semidalis faulkneri ingår i släktet Semidalis och familjen vaxsländor. Inga underarter finns listade i Catalogue of Life.